# Regine Beer
Regine Beer (Amsterdam, 5 november 1920 – Antwerpen, 23 maart 2014) was een Belgische Auschwitz-overlevende. Over haar deportatie en gevangenschap werd het boek "KZ A 5148" geschreven, door Paul De Keulenaer.
Haar familie had om de Eerste Wereldoorlog te ontvluchten, zich teruggetrokken in Amsterdam waar zij in 1920 geboren werd. In 1921 keerde de familie terug naar België.
Als Antwerpse leerkracht bleef ze middels boeken en spreekbeurten het fascisme haar hele leven bekampen.
In 1993 ontving ze de Prijs Vrijzinnig Humanisme. In 1995 werd ze laureate van de Prijs voor de Democratie. In 2005 was ze ook genomineerd bij de Vlaamse Lijst van aanvankelijke nominaties voor de Grootste Belg. In 2006 werd ze commandeur in de Kroonorde.
Beer was de moeder van journalist Stefan Blommaert. Ze overleed in 2014 op 93-jarige leeftijd.